# Wet bewaarplicht telecommunicatiegegevens
De Wet bewaarplicht telecommunicatiegegevens is een op 1 september 2009 in werking getreden Nederlandse wet die Europese richtlijn 2006/24/EG implementeert. De wet wijzigde de Telecommunicatiewet en de Wet op de economische delicten en houdt in dat internetproviders en aanbieders van telefoon diverse gegevens over internet- en telefoniegebruik gedurende zes tot twaalf maanden moeten bewaren, zodat deze door de politie en de inlichtingendiensten kunnen worden gebruikt bij het bestrijden van terrorisme. De wet werd op 11 maart 2015 door de voorzieningenrechter buiten werking gesteld wegens strijd met artikel 7 en 8 van het Handvest van de grondrechten van de Europese Unie. Eerder al had het Europese Hof van Justitie de onderliggende richtlijn ongeldig verklaard. Internetproviders zijn daarom sinds 11 maart 2015 niet meer verplicht om deze gegevens te bewaren.
De wet werd door sommigen gezien als een privacygevoelige maatregel. Het College bescherming persoonsgegevens had kritiek op het wetsvoorstel: volgens het CBP is de lange bewaartermijn in strijd met het Europees Verdrag voor de Rechten van de Mens. Ook Nederlandse internetproviders hebben lang tegen de komst van de bewaarplicht geprotesteerd. Het risico dat gevoelige informatie vroeg of laat op straat komt te liggen werd door deskundigen reëel geacht.

## Wetsgeschiedenis
Het voorstel voor deze wet is door minister Hirsch Ballin ingediend en op 22 mei 2008 door de Tweede Kamer geaccepteerd als wijziging van de Telecommunicatiewet en de Wet op de economische delicten.
Het voorstel noemde een bewaartermijn van twaalf maanden. Justitie-minister Hirsch Ballin, CDA, stuurde in het wetsvoorstel eerder aan op een bewaartermijn van 18 maanden. CDA en VVD betoonden zich voorstanders voor deze termijn, terwijl D66, PvdA, GroenLinks en SP ervoor pleitten de bewaartermijn op het door de richtlijn gestelde minimum van zes maanden te zetten. Een motie van kamerlid Anker, ChristenUnie, waarin een bewaartermijn van twaalf maanden werd voorgesteld, kon vervolgens rekenen op steun van een kamermeerderheid bestaande uit CDA, SGP, VVD, PVV, Lid-Verdonk en ChristenUnie. Een minderheid bestaande uit PvdA, SP, GroenLinks en D66 stemde tegen.
De Eerste Kamer heeft zich in het verleden kritisch uitgelaten over de bewaarplicht. Senator Franken, CDA, tevens hoogleraar informatierecht aan de Universiteit Leiden, stelde op 28 juni 2005 in een door de Eerste Kamer aangevraagd mondeling overleg met toenmalig Justitie-minister Donner, CDA, dat de bewaarplicht weinig tot niets oplevert, tot hoge kosten leidt en een te grote inbreuk op de privacy pleegt. De senatoren Jurgens, PvdA, en Broekers-Knol, VVD, sloten zich bij de kritiek aan.
Op 9 april 2009 diende de minister van Justitie een nadere rechtvaardiging in bij de Eerste Kamer.
Op 7 juli 2009 is het voorstel door de Eerste Kamer goedgekeurd, nadat minister Hirsch Ballin had toegezegd met gezwinde spoed het initiatief te nemen tot een wetsvoorstel voor een 'reparatiewet' die voor internetbedrijven de bewaartermijn verkort van twaalf naar zes maanden, met behoud van de termijn van twaalf maanden voor aanbieders van telecommunicatiediensten.
CDA, VVD, SGP en ChristenUnie, met 41 van de 75 zetels, stemden voor het wetsvoorstel, PvdA, SP, GroenLinks, D66 en de Partij voor de Dieren stemden tegen. De totstandkoming van de reparatiewet hangt, zoals gebruikelijk, ook af van de ministerraad, de Raad van State en de Tweede Kamer.
Er is niet gekozen voor een novelle, waarbij de Eerste Kamer zou wachten met goedkeuring tot de reparatiewet ook bij haar wordt ingediend, omdat Nederland de termijn al heeft overschreden waarin het de Europese richtlijn had moeten implementeren.
Naar het Koninklijk Besluit op 25 augustus 2009 is de wet op 1 september 2009 in werking getreden.

### Evaluatie
Na inwerkingtreding van de Wet bewaarplicht telecommunicatiegegevens zal deze na drie jaar worden geëvalueerd. D66 gaf op 15 april 2009 aan, dat zij een onderzoek van de Algemene Rekenkamer wilden naar de doelmatigheid van het opslaan van alle digitale gegevens, zoals sms- en internetverkeer.
Op 11 maart 2015 verklaarde de voorzieningenrechter in Den Haag de wet onverbindend.

## Te bewaren gegevens
De aanbieders van openbare telecommunicatienetwerken en telecommunicatiediensten werden verplicht tot het bewaren van alle verkeers- en locatiegegevens van de gebruikers van deze diensten. De gesprekken zelf, de inhoud van berichten of bezochte websites hoefden niet te worden opgenomen of geregistreerd.
Van een telefoongesprek moesten gedurende twaalf maanden de volgende gegevens worden bewaard: begin- en eindtijd, telefoonnummers, namen en adressen van de betrokken abonnees of geregistreerde gebruikers en de locaties waar betrokken mobiele telefoons zich bevinden. De inhoud van het gesprek werd niet opgenomen. Bij sms en MMS idem.
Van e-mails moesten soortgelijke gegevens twaalf maanden, na de reparatiewet: zes maanden, worden bewaard, zoals datum en tijdstip en e-mailadressen. De e-mail zelf werd niet bewaard. Voor een internetsessie, ook: zes maanden, datum en tijdstip van de log-in en log-off en het IP-adres van de gebruiker. De bezochte websites werden niet geregistreerd. Afgezien van de gegevens van een internetsessie viel webmail van niet-Europese providers, bijvoorbeeld van Hotmail en Gmail buiten de bewaarplicht.

## Aanverwante regelgeving
Er is het Besluit van 26 januari 2000, houdende regels voor de verstrekking van gegevens door aanbieders van openbare telecommunicatienetwerken en -diensten met het oog op het onderzoek van telecommunicatie: Besluit verstrekking gegevens telecommunicatie. Het Centraal Informatiepunt Onderzoek Telecommunicatie (CIOT) voert dit besluit uit. Volgens dit besluit zijn aanbieders van telecommunicatie- en internetdiensten verplicht informatie over hun klanten beschikbaar te stellen in het kader van onderzoek.
Om te voorkomen dat de bevoegde autoriteiten contact moeten houden met alle aanbieders van telecommunicatie- en internetdiensten is het CIOT-informatiesysteem ontwikkeld als een centrale voorziening, die al het vraag- en antwoordverkeer automatisch regelt. Elke aanbieder moet elke 24 uur een actueel digitaal bestand leveren. 
Bevoegd om het informatie uit dit systeem op te vragen zijn de politiekorpsen, de Rijksrecherche, de Inspectie SZW, de Koninklijke Marechaussee, de VROM-IOD, de FIOD, de Algemene Inspectiedienst en het Openbaar Ministerie. Deze diensten ontlenen hun bevoegdheid aan het Wetboek van strafvordering.
Behalve deze diensten hebben ook de Algemene Inlichtingen- en Veiligheidsdienst en de Militaire Inlichtingen- en Veiligheidsdienst toegang tot de gegevens in het CIOT-informatiesysteem. Deze bevoegdheid is hun toegekend op grond van de artikelen 28 en 29 van de Wet op de inlichtingen- en veiligheidsdiensten 2002. Soms is de bevraging breed, bijvoorbeeld de verkeersgegevens van de zendmasten voor mobiele telefonie in de buurt van de plaats delict op de dag van een moord.